# Fenomeno meteorologico estremo
Un fenomeno meteorologico estremo (in inglese extreme weather) è un evento meteorologico influenzato dal cambiamento climatico e quindi dall'impatto ambientale dell'uomo. I fenomeni meteorologici estremi esistevano anche prima del cambiamento climatico di questo secolo. A causa dell'innalzamento delle temperature dovuto all'effetto serra, i fenomeni estremi aumentano in intensità e frequenza. Per assenze di controlli sulle emissioni di CO2 e per la generica varietà di fasce climatiche, la zona maggiormente colpita da questi avvenimenti è quella degli Stati Uniti. La gran parte dei Paesi europei e non, negli ultimi tempi, sta però cercando di evitare questo tipo di problemi imponendo sanzioni o divieti riguardanti l'inquinamento umano, spesso affrontando l'episodio con dibatti come la XXVI Conferenza delle Parti dell'UNFCCC.

## Cause
Le principali forze alla base di questi disastri sono strettamente collegate al cambiamento climatico e ai cicli meteorologici naturali, affiancati al riscaldamento globale indotto dall'uomo: dal 1970 la temperatura media globale è aumentata di 0,5 °C e la causa principale sono i gas serra nell’atmosfera, la cui concentrazione è aumentata in seguito alle attività umane (principalmente combustione di combustibili fossili). L’aggiunta di calore ha aumentato la possibilità di forti ondate di caldo, siccità e altre forme di condizioni meteorologiche estreme. I gas che contribuiscono all’effetto serra sono:
- Vapore acqueo, gas serra più abbondante, ma soprattutto, agisce come feedback per il clima. Aumenta con il riscaldamento dell'atmosfera terrestre, ma aumenta anche la possibilità di nubi e precipitazioni.
- Anidride carbonica (CO2), componente minore ma molto importante dell'atmosfera. Viene rilasciata attraverso processi naturali come la respirazione e le eruzioni vulcaniche e attraverso attività umane come la deforestazione, i cambiamenti nell'uso del suolo e la combustione di combustibili fossili. Gli esseri umani hanno aumentato la concentrazione atmosferica di CO2 del 48% dall'inizio della rivoluzione industriale. Questa è la più importante "forzatura" di lunga durata del cambiamento climatico.
- Metano, gas idrocarburico prodotto sia da fonti naturali che da attività umane, è un gas serra molto più attivo dell'anidride carbonica, ma è anche molto meno abbondante nell'atmosfera.
- Protossido d'azoto, potente gas serra prodotto dalle pratiche di coltivazione del suolo, in particolare dall'uso di fertilizzanti commerciali e organici, dalla combustione di combustibili fossili, dalla produzione di acido nitrico e dalla combustione di biomassa.
- Clorofluorocarburi (CFC), composti sintetici di origine industriale utilizzati in numerose applicazioni, ma ormai ampiamente regolamentati nella produzione e nel rilascio in atmosfera da accordi internazionali per la loro capacità di contribuire alla distruzione dello strato di ozono. Sono anche gas serra.

Ciò è collegato anche ad un altro fattore, in quanto, man mano che gli oceani della Terra diventano più caldi, evaporano più umidità nell'atmosfera, circa il 4% in più dal 1970, e questa umidità aggiuntiva nell'aria rende più probabile che le tempeste portino acquazzoni.

## Fenomeni ed eventi

### Ondate di caldo

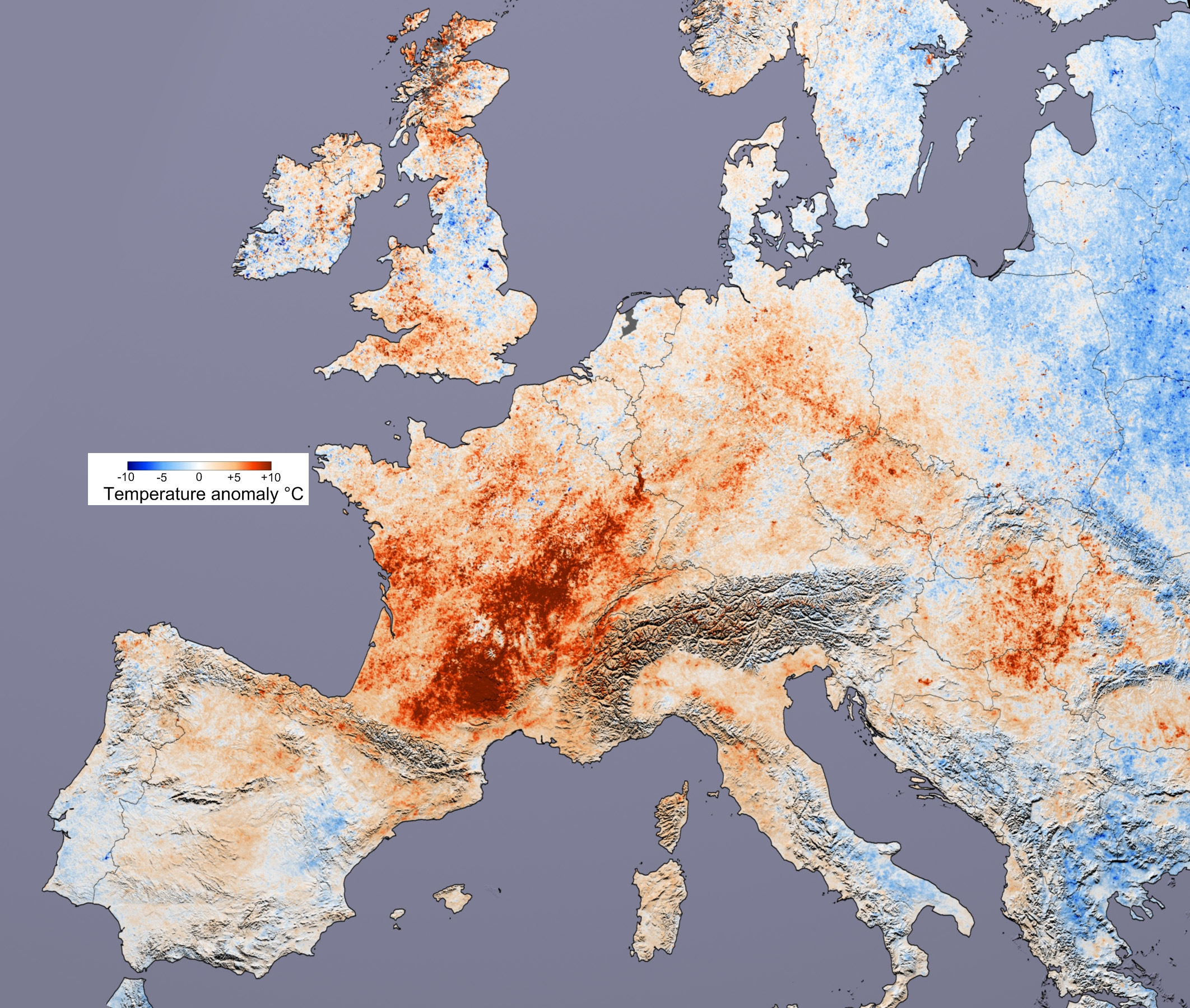
Ondata di caldo dell’estate 2003 in Europa

Le ondate di caldo consistono in periodi in cui si registrano innalzamenti anomali delle temperature, relativamente a un clima locale. Sono causate dal continuo aumento delle temperature, spesso correlate a tassi di umidità elevati, forte irraggiamento solare e assenza di ventilazione, e si formano quando l’alta pressione in alto si rafforza, rimanendo su una regione per diversi giorni o settimane. Se si verificano in periodi prolungati possono essere associate a fenomeni di siccità favorevoli alla diffusione di mega incendi.
Negli ultimi anni sono diventate più frequenti a causa del riscaldamento globale, che, a livello meteorologico, si manifesta proprio attraverso queste. Le cause di tali fenomeni, oltre a quelle ambientali, sono rischi per la salute di anziani, bambini e persone affette da patologie croniche.
Giugno del 2019 è stato classificato come mese più caldo mai registrato globalmente e gli effetti sono stati significativi, soprattutto in Europa, dove si sono verificati diversi incendi boschivi. L’ondata di caldo in America del Nord del 2021 ha causato alcune delle temperature più alte mai registrate nella regione, arrivando a 49,6 °C (121.3 °F).

### Ondate di freddo

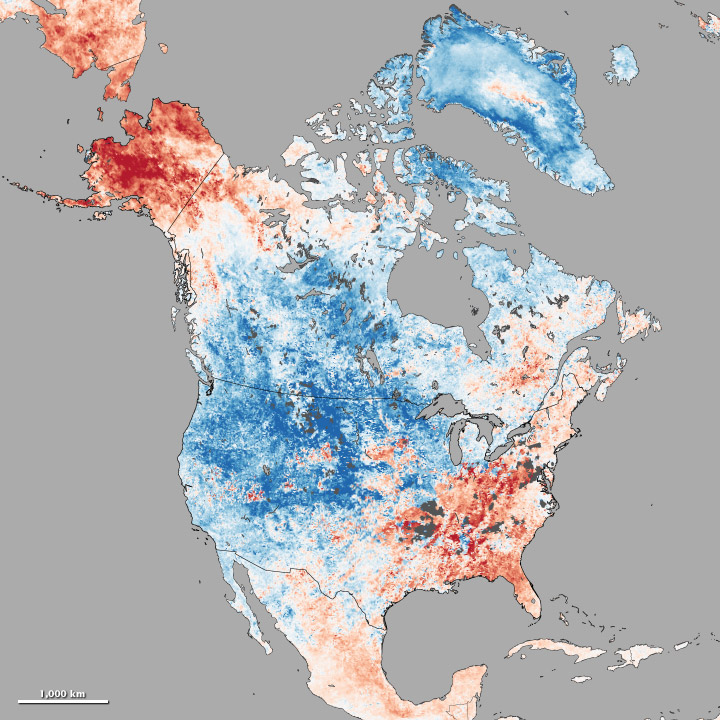
Ondata di freddo nel Nord America dal 3 al 10 dicembre 2013

Le ondate di freddo consistono in periodi in cui si registrano temperature dell’aria insolitamente basse rispetto a quelle medie usualmente registrate in una data località, influendo non solo sul clima, ma anche sulla flora e la fauna. Solitamente avvengono per irruzione o discesa di aria fredda di origine polare sulle medie latitudini favorita da particolari configurazioni bariche del campo di pressione atmosferica e sono in grado di raggiungere 
In Europa questo può avvenire con promontori di alta pressione sull'Atlantico o in congiunzione tra anticiclone delle Azzorre e anticiclone russo-siberiano (ponte di Voejkov). Alcune di queste ondate di freddo sembrano essere legate al fenomeno di riscaldamento stratosferico.
In Italia, protetta dalla catena alpina, le due principali porte del freddo sono la valle del Rodano ad ovest e la porta della Bora ad est.
In Asia centrale ed orientale le ondate fredde invernali sono causate da spostamenti di masse d'aria fredde continentali artico-siberiane.
Possono provocare gelate o abbondanti nevicate, mettendo a rischio la vita degli animali, che muoiono di ipotermia o per mancanza di cibo. Le ondate di freddo possono anche causare l'indurimento e il congelamento delle particelle di terreno, rendendo più difficile la crescita di piante e vegetazione all'interno di queste aree. Un estremo fu il cosiddetto Anno senza estate del 1816, in cui numerosi raccolti fallirono durante i bizzarri scatti di freddo estivo dopo che le eruzioni vulcaniche ridussero la luce solare in arrivo.

### Piogge acide
Le piogge acide, o deposizioni acide umide, sono dei fenomeni meteorologici che si verificano con l'emissione di particelle acide presenti nell'atmosfera che arrivano fino al suolo terrestre. Sono chiamate comunemente piogge acide, ma possono presentarsi anche sotto forma di grandine, neve, nebbia e rugiada.
Le piogge normali hanno il pH compreso tra 5 e 6,5, essendo formate da pulviscolo atmosferico. Le piogge acide, invece, sono composte per il 30% da ossidi di azoto e per il restante 70% da acido solforico, portando il pH dell'acqua minore di 5 e quindi diventando pioggia acida.
Le piogge acide si originano quando nell'atmosfera avviene un aumento di ossidi di zolfo, anidride carbonica e ossidi di azoto. Ciò è dovuto principalmente dalle attività dell'uomo, dalle zone industrializzate e le sue negative conseguenze, dai combustibili fossili e dall'inquinamento delle automobili.
Le aree colpite particolarmente da questo fenomeno sono la Cina (a causa della sua rapida industrializzazione), gli Stati Uniti per l'elevato numero di autoveicoli e centrali nucleari, l'India, la Russia con Noril'sk, la città più inquinata al mondo, e il Giappone che è il secondo produttore al mondo di acciaio.
Il continuo intensificarsi di questo fenomeno sta causando conseguenze irreversibili sia all'uomo che all'ecosistema. Le piogge acide contaminano le coltivazioni e quindi provocano danni alla nostra salute, come problemi circolatori e respiratori.
L'effetto che provocano le piogge acide è visibile soprattutto nell'ambiente, impedendo la crescita delle piante e il nutrimento del suolo.
Un altro grave problema è la sua azione corrosiva che provoca danni alle strutture e la dispersione di amianto.
La situazione riguardo a questo fenomeno può diminuire riducendo l'uso di combustibili fossili e puntando su energie rinnovabili che non aggraverebbero l'ecosistema terrestre.

### Siccità

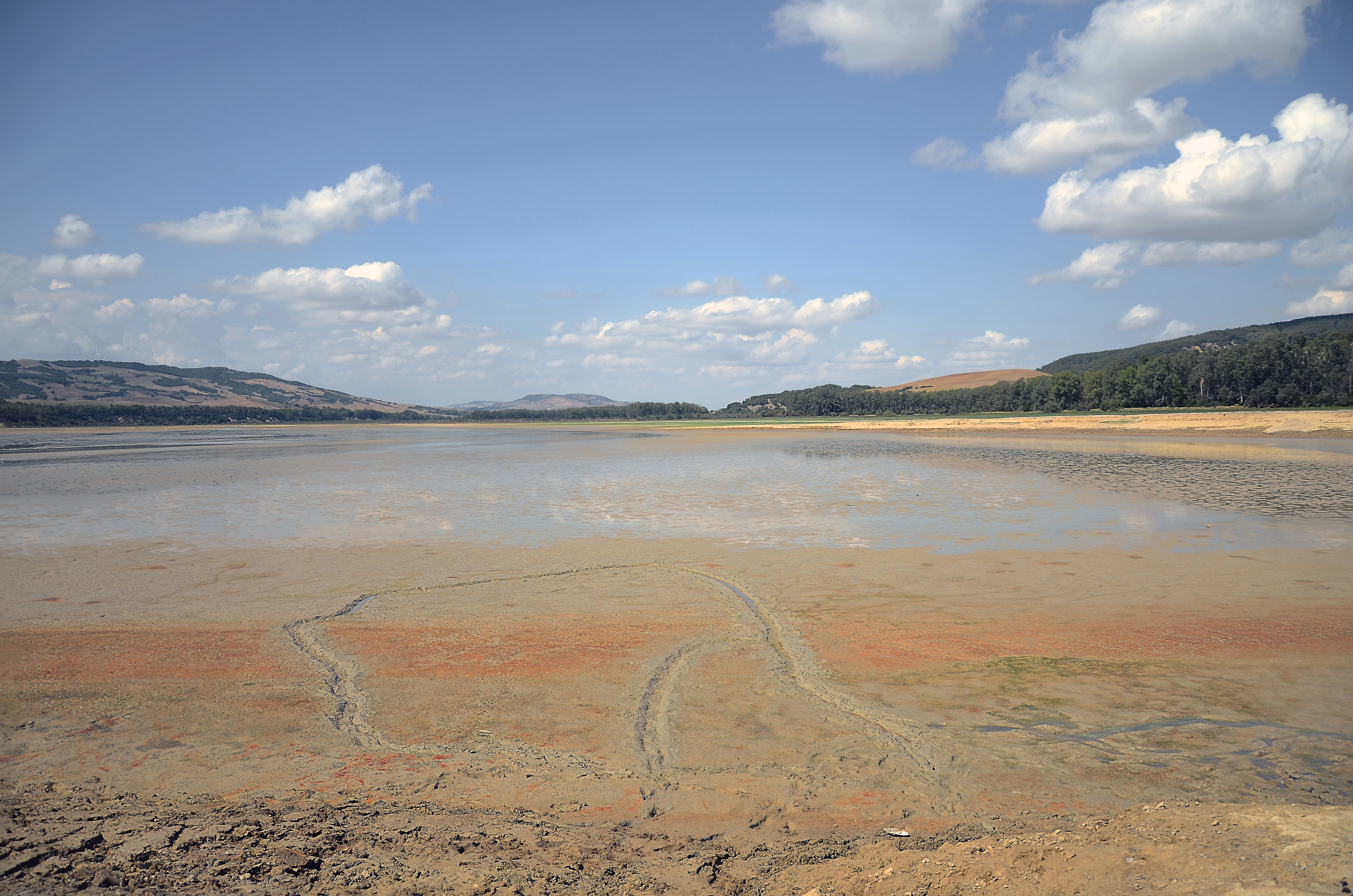
Forte carenza d'acqua nella diga della Riserva regionale San Giuliano, 2017

La siccità indica una carenza di precipitazioni in un periodo di tempo lungo ed ha come conseguenza principale la mancanza d'acqua. È una condizione temporanea che può colpire tutte le aree del mondo e può variare a seconda del luogo, delle disponibilità economiche e sociali. La siccità è dettata da diversi indicatori come l'umidità del suolo, il manto nevoso, le precipitazioni e la temperatura. Il cambiamento climatico, soprattutto in determinate zone come gli Stati Uniti e l'Africa, aumenta il peggioramento della siccità e le sue conseguenze.
Questo fenomeno non è propriamente fisico, pertanto è possibile dividerlo in quattro categorie:
- siccità meteorologica, ossia la riduzione delle precipitazioni rispetto alla media in un certo periodo;
- siccità idrologica, ossia il calo delle riserve idriche rispetto alla media;
- siccità agricola, ossia l'abbassamento dell'umidità del suolo necessaria per il fabbisogno agricolo;
- siccità socio-economica, ossia la scarsità di beni economici rispetto alla domanda richiesta.

Nel marzo del 2022, il fiume Po ha raggiunte le quote più basse di portata d'acqua dal 1972, evidenziando la situazione idrica estrema di siccità che colpisce anche il nord Italia.

### Esondazioni
Con il termine esondazione si indica lo straripamento dei fiumi, cioè la fuoriuscita d'acqua dagli argini e dalla rive. riversandosi sulle zone vicine poste ad una quota inferiore.
Un corso d'acqua può essere regimato o non regimato, ossia può essere controllato da lavori di arginatura oppure no. Le esondazioni sono strettamente correlate alle alluvioni, che possono portare il fiume ad uscire dalla propria portata, dalla propria sede.
Sono fenomeni molto diffusi, soprattutto in determinate stagioni di determinate zone, ma a causa dell'attività dell'uomo avvengono con frequenze insolite e in periodi differenti dell'anno.
Le conseguenze delle esondazioni possono essere problematiche, come frane, danni all'ambiente e alla vegetazione, distruzione di aree abitate dall'uomo.
L'Italia, durante la storia, è stata fortemente segnata da alluvioni devastanti che hanno messo in ginocchio il Paese. Uno degli esempi più forti è l'alluvione del 1966 che colpì le regioni del Friuli-Venezia Giulia, Veneto e Trentino-Alto Adige. Il fiume Tagliamento e i suoi affluenti sommersero le città, in particolare Latisana. Le vittime furono 118 e gli sfollati almeno 78mila. L'acqua alta, a Venezia, raggiunse l'altezza record di 194 cm.

### Uragani

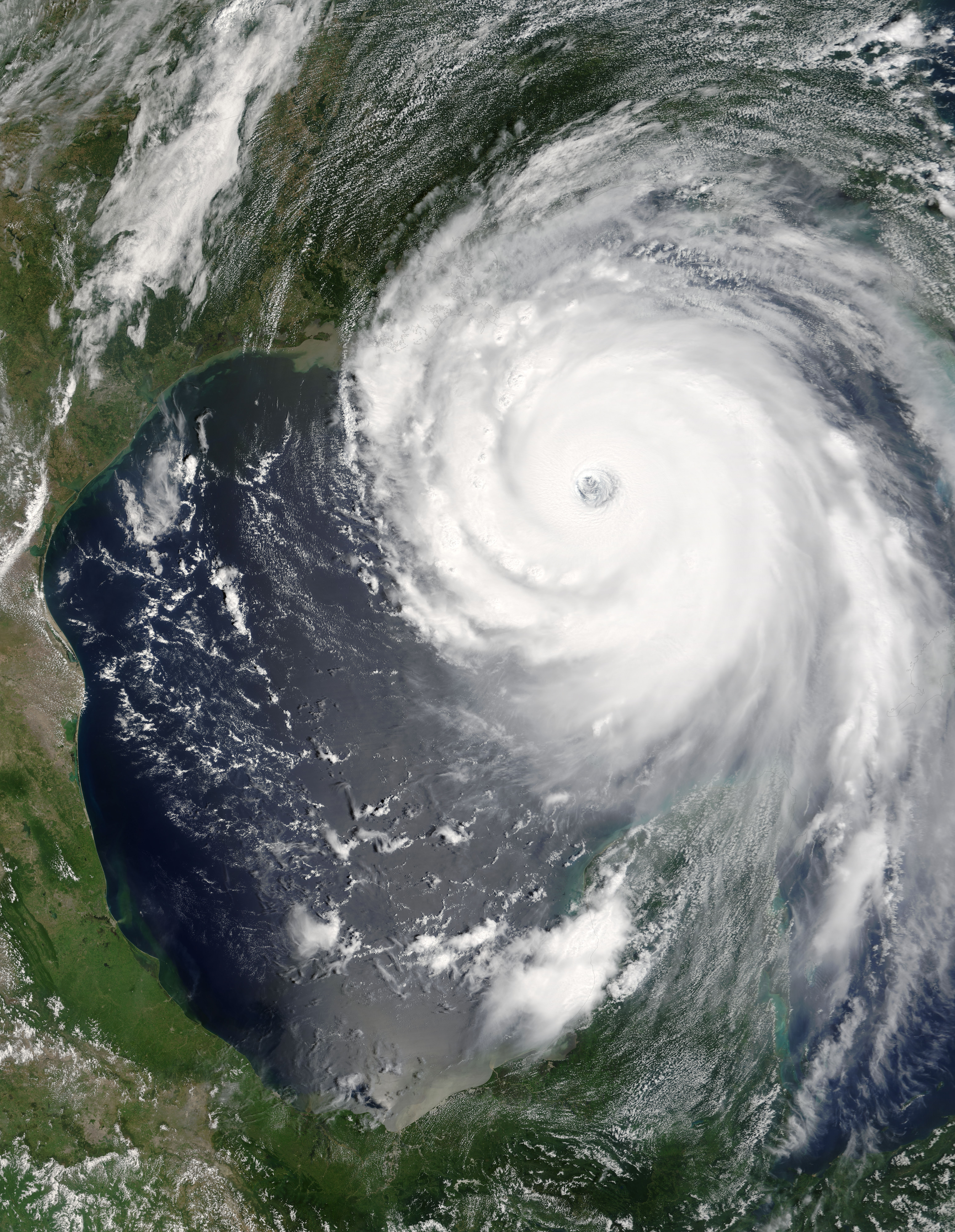
Uragano Katrina, agosto 2005

Un uragano (detto anche ciclone tropicale o tifone) è un sistema tempestoso originatosi presso zone atmosferiche di bassa pressione conseguentemente al calore liberato dall'oceano e dalla forma a spirale, caratterizzato da forti venti e precipitazioni. Lo sviluppo degli uragani, tuttavia, è influenzato anche da come l'atmosfera locale risponde ai cambiamenti nelle temperature della superficie del mare.
Le cause e la formazione dei cicloni tropicali, tuttavia, non sono ancora perfettamente chiare, ma si è concluso che sono necessari almeno cinque fattori:
1. Temperatura del mare al di sopra di 26,5 °C
2. Condizioni nell'atmosfera superiore tipiche della formazione di temporali
3. Una perturbazione meteorologica preesistente
4. Una distanza di circa 10° o più in latitudine dall'Equatore
5. Assenza o presenza ridotta di componenti di "taglio nel vento"

Il ciclone tropicale più grande e intenso della storia è il tifone Tip, verificatosi Oceano Pacifico occidentale il 12 ottobre 1979, occupando un raggio di 1.100 km.
L'uragano Katrina è conosciuto come l'uragano più disastroso della storia, abbattutosi nel 2005.

### Tsunami

Animazione dello tsunami del 2004 in Indonesia

Uno tsunami è un’onda marina carica di energia, di grande altezza ed estensione che cresce avvicinandosi alla costa. Nella maggior parte dei casi è originato da un evento che comporta lo spostamento di una grande massa d’acqua, come un terremoto sottomarino o prossimo alla costa, un’eruzione vulcanica sottomarina, grandi smottamenti lungo le coste e violente spinte date dal fondale oceanico. Le zone più a rischio maremoto sono, perciò, quelle costiere in prossimità di aree sismogeniche: questo corrisponde sostanzialmente all'intera area della cintura di fuoco circumpacifica, su ciascuna costa occidentale ed orientale, e a quella dell'Oceano Indiano, meno frequentemente nell'Oceano Atlantico e nel Mar Mediterraneo.
Il 26 dicembre 2004, le coste thailandesi e indonesiane sono state colpite da un violento maremoto, che provocò ulteriori 40 000 vittime sulle coste dell'India e dello Sri Lanka.
L'11 marzo 2011, venne registrata nella zona nord-orientale dell'isola di Honshū in Giappone una violenta scossa di magnitudo 9 della Scala Richter, il più grande sisma registrato in epoca moderna, a una profondità di 24,4 km con epicentro a poco più di 100 km al largo di Sendai. La violenta scossa provocò un enorme maremoto che si abbatté violentemente sulle coste giapponesi appena poche decine di minuti dopo con onde alte fino a 10 metri.
A causa della limitata magnitudo dei terremoti che interessano l'Italia rispetto alle zone circumpacifiche, le coste italiane non sono state colpite da eventi simili a quelli avvenuti nel 2004 in Indonesia e nel 2011 in Giappone.

### Tornado

Esempio di tornado ad Elie Manitoba, Canada nel 2007

I tornado, conosciuti anche come trombe d'aria, sono intense manifestazioni atmosferiche che spesso si verificano in corrispondenza dei temporali. Sono turbine d'aria sopraelevate rispetto al suolo con valori di pressione al centro piuttosto bassi, sono accompagnati da venti che soffiano ad elevate velocità. La nube che scaturisce la tempesta si allunga fino al suolo. Un tornado si forma quando l'aria calda dei venti di bassa quota sale verso l'alto mentre l'aria fredda dei venti di alta quota scende, creando una turbina d'aria rotante parallela al suolo. Solitamente il fenomeno termina quando cambiano le pressioni d'aria, quindi anche una minima variazione è importante. È un fenomeno che non si può prevenire poiché le pressioni e le condizioni sono estremamente sensibili.
Per le condizioni climatiche favorevoli sono diffusi anche in Italia. Un estremo aumento dell'umidità e l'innalzamento marino, quindi anche un aumento di energia trasmessa dagli specchi d'acqua, posso comportare un incremento del fenomeno in modo incontrollato. Uno degli episodi più ricordati è quello del Tri-States tornado che nel 1925 coinvolse tre stati degli USA, durò per circa 3 ore e mezza uccidendo circa 700 persone. In tempi più recenti si verificano episodi in quasi tutta la fascia centrale dell'America.

### Temporali

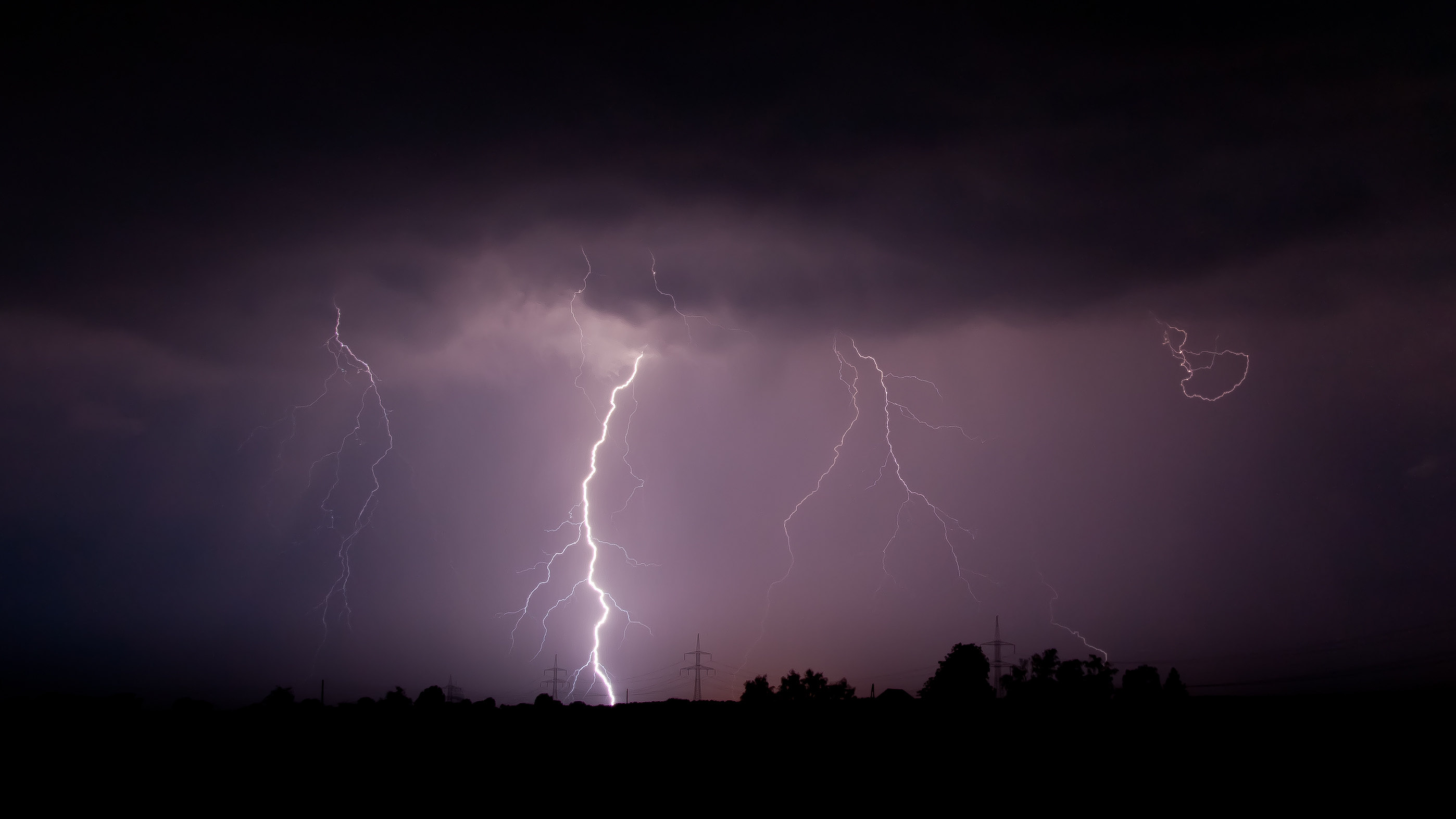
Temporale in Germania a Pritzerbe

I temporali sono eventi meteorologici che fronteggiamo nel quotidiano ma ormai in molte zone sono l'ordine del giorno a causa dell'innalzamento delle temperature. possono comportare l'aumento del livello del mare ma soprattutto distruggere gli equilibri naturali di flora e fauna in zone già fortemente esposte a rischio. I fulmini sono inoltre dannosi per gli alberi che vengono abbattuti ma c'è un alto rischio di folgorazione anche per l'uomo.
Un fenomeno simile a questo che però si è iniziato a diffondere recentemente è quello delle tempeste di ghiaccio, che si formano a seguito di un congelamento delle gocce di pioggia quando sono vicino alla superficie (cosiddetto "super-raffreddamento"). Questo tipo di tempeste sono piuttosto difficili da prevedere: a sud degli Stati Uniti se ne verificano di pericolose, e si verificano ancora con poco o nessun preavviso. Nel febbraio 1994 una di queste tempeste ha provocato un enorme accumulo di ghiaccio fino al Mississippi, e ha causato danni in nove stati.

### Acquazzoni forti

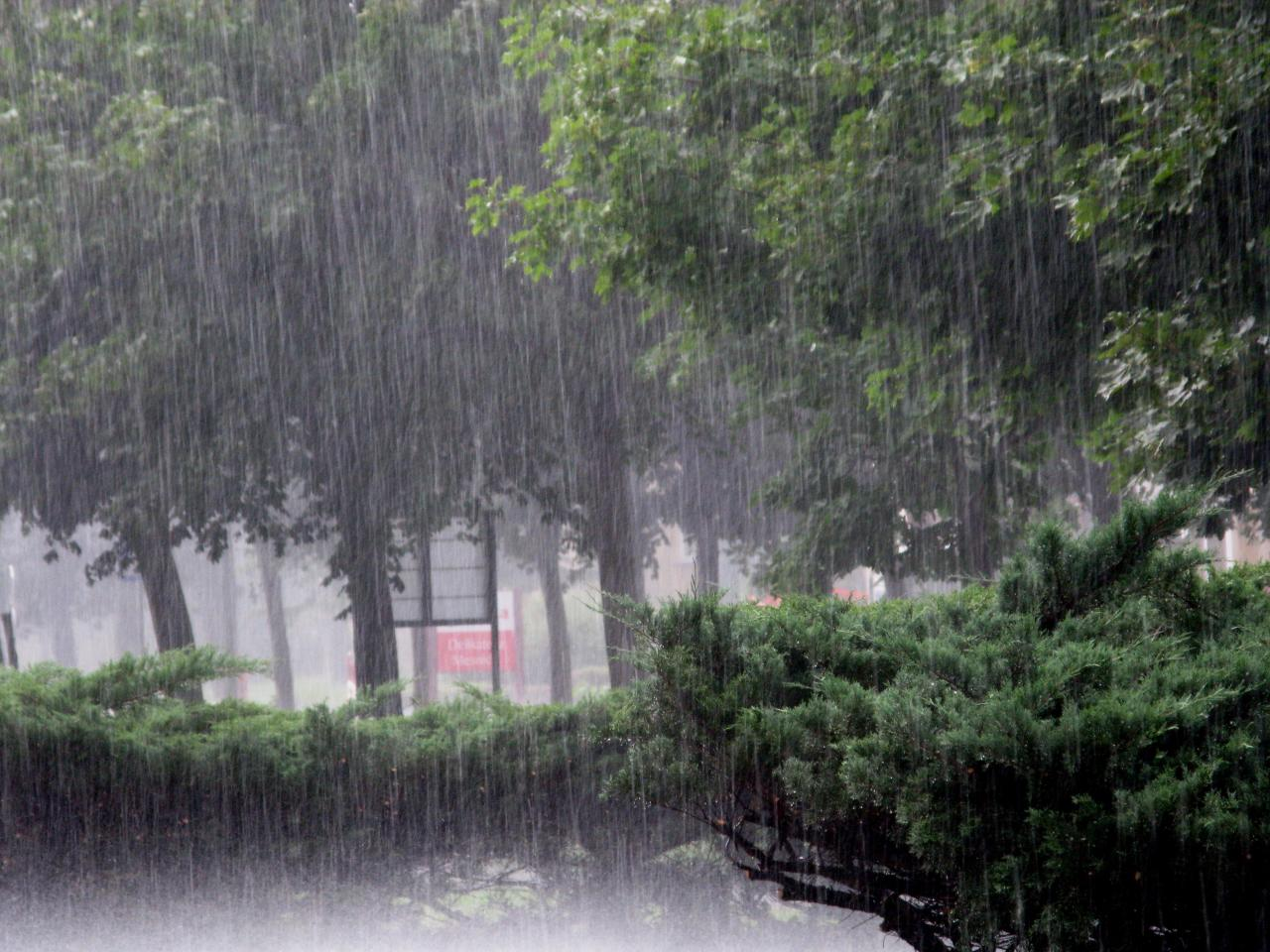
Forte acquazzone in Slovenia nel 2011

Gli acquazzoni sono fenomeni che si verificano spesso nel periodo estivo e la loro caratteristica è un rapido o graduale sviluppo; liberano molta energia ed un'eccessiva diffusione può mettere a rischio gli ecosistemi. Sono comuni in zone di bacini idrografici con forte pendenza, le piogge sono intense. Prima che la situazione climatica globale cambiasse questi eventi meteorologici erano occasionali ed erano solo poche le fasce colpite, oggi nel mondo permangono invece luoghi troppo umidi e colpiti frequentemente da queste intense piogge e luoghi dove invece c'è la siccità.
È però importante notare che gli impatti degli eventi estremi sono principalmente una questione di soglie; le precipitazioni totali possono aumentare solo in piccola scala, il problema maggiore sono gli eventi di precipitazione estrema, come in questo caso, che causano danni in modo sproporzionato. questo dipende soprattutto dall'aumento generale del vapore acqueo atmosferico, circa del 4% per ogni grado Fahrenheit di riscaldamento. Più vapore acqueo contiene l'aria, più può piovere quando masse d'aria si scontrano.

### Tempeste di sabbia

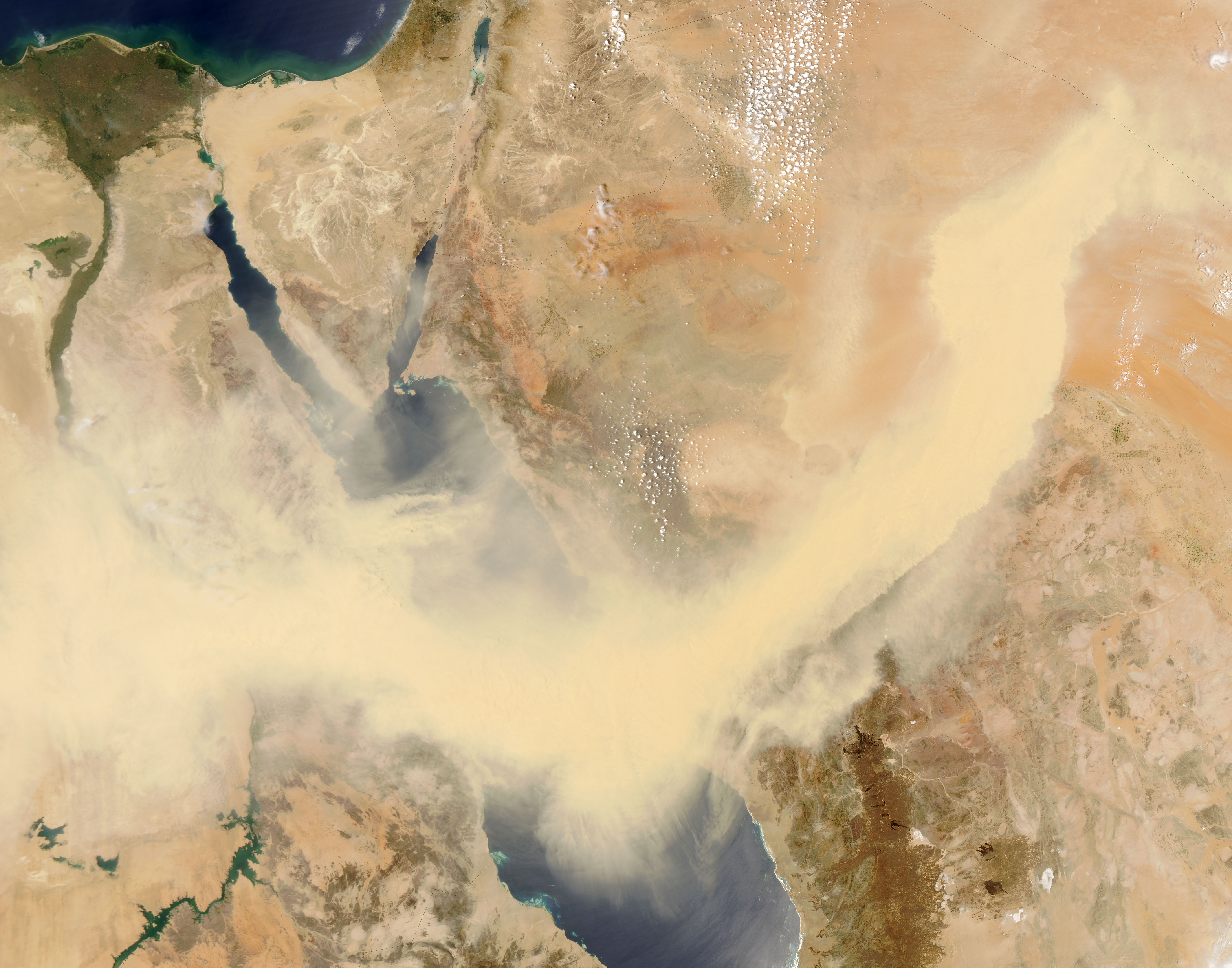
Tempesta di sabbia sul Mar Rosso il 13 maggio 2005

Le tempeste di sabbia insorgono quando raffiche di venti piuttosto forti sollevano la sabbia da una superficie asciutta. Di norma sono comuni in tutte le zone adiacenti al deserto del Sahara ma per via della siccità si sono diffuse anche in altri luoghi aridi. Sollevandosi le particelle generano un campo elettrostatico per via dell'attrito. Nella zona arida di Washington negli USA questi fenomeni sono piuttosto comuni. da lontano appare come una grande nube di sabbia alta circa 1 km.
Le tempeste di sabbia contribuiscono a fertilizzare le alghe oceaniche che sono così in grado di assorbire anidride carbonica, combattere la desertificazione e quindi rendere agricolo il deserto comporterebbe aumentare il riscaldamento globale del pianeta pianeta, anche se non sono ancora state effettuate ricerche con un preciso bilancio di costi e benefici.
Le polveri minerali, hanno un impatto sul tempo e sul clima globale e regionale. Le particelle di polvere, specialmente se rivestite dall'inquinamento, agiscono come nuclei di condensazione per la formazione di nubi calde e come agenti efficienti di nuclei di ghiaccio per la generazione di nubi fredde. La capacità delle particelle di polvere di funzionare come tali dipende dalle loro dimensioni, da forma e composizione, che a loro volta dipendono dalla natura dei terreni di origine, dalle emissioni e dai processi di trasporto. La modifica della composizione delle nuvole cambia la loro capacità di assorbire le radiazioni solari, che influenzano indirettamente l'energia che raggiunge la superficie terrestre. hanno un impatto anche sulla condensazione e quindi sulla formazione di perturbazioni. La polvere trasportata dall'aria funziona in modo simile all'effetto serra: assorbe e disperde le radiazioni solari che entrano nell'atmosfera terrestre, riducendone la quantità che raggiunge la superficie, ed assorbe anche le radiazioni ad onde lunghe che rimbalzano dalla superficie, riemettendole in tutte le direzioni. La distribuzione verticale della polvere nell'aria e le caratteristiche della superficie sottostante sono anche necessarie per quantificare questo impatto.

## Conseguenze ed effetti
La situazione legata ai cambiamenti climatici è in continuo e rapido peggioramento tanto da portare la ricerca scientifica ad indagare maggiormente sulla correlazione tra cambiamenti climatici e singoli eventi meteorologici estremi. Eventi devastanti come ondate di caldo da record e piogge estreme sono portati a diventare sempre più comuni a causa dell'accumulo di gas serra che riscalda l'atmosfera.
L'Accordo di Parigi sul clima del 2015 impegna i governi interessati ad agire sulle emissioni di gas serra per non aumentare la temperatura sopra i 2 gradi e tenerla sugli 1,5 gradi.
Il cambiamento climatico colpisce tutto il mondo, in maniera differente, ma tra le principali conseguenze dei cambiamenti climatici troviamo:
- scioglimento dei ghiacciai e innalzamento dei mari;
- alluvioni e inondazioni;
- aumento di incendi e siccità;
- danni alla biosfera e alle infrastrutture;
- progressiva diminuzione di risorse idriche e della sicurezza alimentare.

Il riscaldamento globale ha un diretto impatto sugli uomini, modificando la qualità dell'aria, la disponibilità di cibo, la salute. Il cambiamento climatico ha contribuito alla diffusione di diverse malattie, come la malaria e la dengue, che hanno sfruttato le ondate di caldo per propagarsi anche in zone insolite del mondo. Inoltre esso ha peggiorato le condizioni di salute umana, cardiache e respiratorie. Un noto esempio è quello della zanzara tigre, che può trasmettere malattie come la Zika o la Dengue, arrivate in Emilia-Romagna nel 2007 e nel Lazio nel 2017.
La CO2 è uno dei pericoli principali, ma si nota un aumento di sostanze inquinanti come il mercurio, l'arsenico e il cadmio che possono causare tumori, asma, allergie.
Un aspetto che non viene sempre preso in considerazione è la salute mentale della popolazione, che di fronte a climi estremi e disastri naturali, potrebbe risentirne. Secondo i Centers for Disease Control and Prevention (CDC) statunitensi, il calore estremo aumenta il tasso di suicidio e aggravano le condizioni mentali dell'uomo. La meteoropatia è una sindrome che può comparire in situazioni meteorologiche avverse e permanenti, causando stress, sbalzi d'umore, stanchezza e influenza.
Le alte temperature e l'aumento di anidride carbonica provocano la diffusione di piante infestanti e malattie delle piante, con il rischio di danneggiare le coltivazioni e dunque impoverendo l'alimentazione.
Gli eventi meteorologici hanno un forte effetto negativo sulle economie, danneggiando le infrastrutture e creando perdite di produzione. Valutare l'impatto economico dei disastri climatici è difficili, per la mancanza di dati e per la sua imprevedibilità, resta di fatto che l'economia mondiale deve agire al più presto per ridurre i danni già evidenti.